# Maksymin Trak
Maksymin Trak, Maksymin I, Gaius Iulius Verus Maximinus (ur. 172 lub 173 w Tracji lub Mezji Dolnej, zm. czerwiec 238) – cesarz rzymski od marca 235 do czerwca 238.
Uważany za pierwszego barbarzyńcę (nie-Rzymianina), noszącego cesarską purpurę; był też pierwszym cesarzem, który nigdy nie pojawił się w Rzymie i pierwszym z szeregu cesarzy wojskowych, zaś jego rządy uznawane są za początek kryzysu cesarstwa rzymskiego w III stuleciu n.e.

## Życiorys

### Pochodzenie i osobowość
Urodził się najprawdopodobniej w Tracji. Nie zachowały się żadne pewne informacje o jego rodzinie (poza wzmianką w Historia Augusta podającą, iż jego ojciec był Germaninem, a matka pochodziła z irańskiego ludu Alanów – choć dane te są wątpliwe). Mógł wywodzić się z mezyjskiej rodziny żołnierskiej. Wiadomo, że pochodził z niższych warstw społecznych, a w młodości zajmował się pasterstwem. Przez kronikarzy charakteryzowany jako żarłok (Historia Augusta, Maksymin Trak 4,1) i osobnik o obyczajach prymitywnych.
Marmurowa podobizna z Kopenhagi (Ny Carlsberg Glyptotek) potwierdzałaby uwagi Herodiana (Historia cesarstwa rzymskiego VII, 2 i 12) o jego odpychającej osobowości. W wyobrażeniu tym zaskakuje odwaga rzeźbiarza w nieupiększonym odtworzeniu odrażających cech władcy „z twarzą drwala”.

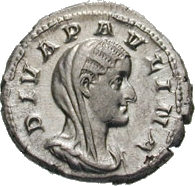
Moneta (denar) z podobizną Cecylii Pauliny

Jego małżonką była nieznana bliżej Cecylia Paulina (Caecilia Paulina), zapewne zmarła w trakcie jego panowania (ok. 236), o czym świadczą monety z pośmiertną tytulaturą Diva Paulina Augusta. Wzmianka w Res gestae Ammiana Marcellina o jej dobroczynnym wpływie na cesarza potwierdzałaby krótkotrwałą obecność Pauliny w rządach Maksymina. Najpewniej z małżeństwa z nią pochodził przewidywany na następcę Werus Maksymus.

## Kariera wojskowa
Za rządów Septymiusza Sewera wstąpił do zreformowanej armii, gdzie wykorzystując możliwości awansu doszedł do wyższych stanowisk i dostąpił przyjęcia do stanu ekwitów. Po śmierci Karakalli i przejęciu władzy przez Makryna na krótko porzucił służbę. Za panowania Aleksandra Sewera mianowano go prefektem rekrutów.

### Przejęcie władzy
W latach 231–233 cesarz Aleksander Sewer prowadził wojnę z Persami (Maksymin uczestniczył w niej jako członek sztabu armii), która, choć nie zakończona porażką, nie przyniosła władcy istotnych sukcesów ani uznania armii. Następnie zebrał ogromną armię nad Renem, gdzie przybył pod koniec 234 roku razem ze swoją matką Julią Mameą. Zaplanowana kampania przeciw Germanom miała być prawdopodobnie próbą odzyskania przez cesarza uznania wśród wojska, ale rozpoczęcie jej od negocjacji z wrogiem podziałało zniechęcająco na żołnierzy, którzy mieli też władcy za złe uleganie wpływom matki. W tej sytuacji armia rezerwowa obwołała cesarzem Maksymina, a główne siły zaakceptowały ten wybór; Aleksander Sewer wraz z matką zostali zamordowani pod koniec lutego lub na początku marca 235 roku w pobliżu Moguncji, pamięć ich potępiono, a doradców usunięto. Senat rzymski do końca marca 235 roku zatwierdził tytuł cesarza dla Maksymina, choć później doszło do dwóch (niepewnych i zakończonych porażką) spisków kierowanych przez konsulów Magnusa i Kwartynusa.

### Walki z barbarzyńcami
Polityczna pozycja Maksymina, jako nie pochodzącego z elity, była słaba i jego władza opierała się przede wszystkim na armii. Brak realnego wsparcia w Rzymie oraz chęć umocnienia swojej pozycji wśród wojska może tłumaczyć, dlaczego nie przybył on do stolicy cesarstwa, lecz przez trzy lata prowadził kampanie nad Renem i Dunajem. Latem 235 roku przekroczył Ren w pobliżu Moguncji i przeszedł przez Agri Decumates zmuszając Germanów do podpisania pokoju. Zimę 235/236 spędził w Recji, walczył z Germanami, by później przesunąć się na wschód (kwaterę główną urządził w Sirmium), gdzie nad Dunajem stawił czoła Dakom i Sarmatom. W 236 mianował własnego syna Gajusza Juliusza Werusa Maksymusa cezarem i swoim następcą, nadając mu też tytuł princeps iuventutis. W 237 z bazy w Sirmium prowadził znów walki z Dakami i Sarmatami, a na rok następny planował kolejną wielką kampanię przeciw Germanom. Mimo odnoszonych sukcesów zagrożenie na granicach imperium nie malało: nad Morzem Czarnym uaktywnili się Goci, a w 236 król perski, Ardaszir I, najechał Mezopotamię uzyskując tam częściowe zdobycze terytorialne.

### Uzurpacja Gordianów
Kampanie Maksymina wymagały znacznego zwiększenia nakładów na wojsko, a także nowego zaciągu. Zwiększenie podatków wzbudziło wrogość klas wyższych imperium. W prowincji Africa Proconsularis wybuchły rozruchy, a buntownicy obwołali cesarzem zarządcę prowincji – starszego wiekiem, bogatego senatora Gordiana, który objął władzę w Kartaginie, mianując współrządcą swego syna, także Gordiana. Uzurpatorzy nie uzyskali poparcia regularnych wojsk, a jedynie lokalnych milicji, dlatego kiedy Capelianus, namiestnik prowincji Numidia, wyruszył na Kartaginę na czele legionu III Augusta, bunt zlikwidowano – młodszy Gordian zginął w bitwie, a jego ojciec popełnił samobójstwo. Wcześniej jednak Gordianowie uzyskali polityczne poparcie rzymskiego senatu, który zarazem ogłosił Maksymina i jego syna wrogami państwa. Jego stronników w stolicy wymordowano, a nowych cesarzy uznały niektóre prowincje (prawdopodobnie o mniejszym znaczeniu militarnym). Na wiadomość o śmierci obu Gordianów (zaledwie trzy tygodnie po uzurpacji) zaliczono ich w poczet bogów, a senat ze swego grona wybrał (pod koniec kwietnia lub na początku maja 238 roku) kolejnych dwóch cesarzy – Pupiena i Balbina. Dodatkowo, pod naciskiem rzymskiego tłumu i stronników Gordianów (i być może wskutek tarć w łonie senatu), cezarem ogłoszono trzynastoletniego wnuka najstarszego Gordiana, również noszącego imię Gordian.

### Atak Maksymina na Italię i śmierć
Maksymin miał militarną przewagę nad siłami senatu i nowych cesarzy, którzy nie dysponowali tak wielką i zaprawioną w boju armią. W 238 szybko ruszył do Italii, ale nie zadbał o odpowiednie zapasy, co po przekroczeniu Alp doprowadziło do problemów z aprowizacją, pogłębianych przez partyzancką taktykę jego przeciwników. W marszu na Rzym zatrzymał się dla oblegania dobrze zaopatrzonej Akwilei, gdy tymczasem wśród jego wygłodzonej i zmęczonej armii rosło niezadowolenie. W czerwcu 238 roku wybuchł bunt, żołnierze zamordowali Maksymina wraz z synem i przeszli na stronę Pupiena, Balbina i Gordiana.

## W literaturze
Władca jest tytułowym bohaterem powieści Ewy Nowackiej Maksymin Trak (Warszawa 1975).